# Nardenmacher
 Nardenmacher, auch Nartenmacher, ist eine mittelalterliche Berufsbezeichnung für einen Holzschnitzer, der Narden herstellte.
Narden waren muldenartige hölzerne Gefäße, bzw. flache längliche Holzteller, die für die Butterherstellung genutzt wurden. Der Begriff des Nardenmachers taucht im 17. Jahrhundert in den Ortsfamilienbüchern des Odenwaldes auf.